# Nostromo (navă spațială)

Nostromo

U.S.C.S.S. Nostromo este o navă spațială fictivă, care apare prima oară în filmul științifico-fantastic din 1979, Alien. Denumirea navei este inspirată de titlul romanului din 1904, Nostromo, scris de autorul polonezo-britanic Joseph Conrad. Nava este creată de Ron Cobb și Chris Foss.

## Echipaj
Echipajul navei Nostromo din filmul Alien este format din:
- A.J. Dallas, Căpitan (Tom Skeritt)
- G.W. Kane, Ofițer executiv  (John Hurt)
- Ellen Ripley, Subofițer (Sigourney Weaver)
- Ash, Ofițer științific  (Ian Holm)
- J.M. Lambert, Navigator (Veronica Cartwright)
- J.T. Parker, Șef inginer  (Yaphet Kotto)
- S.E. Brett, Inginer tehnician (Harry Dean Stanton)

## Date tehnice
USCSS Nostromo (cargobot stelar Lockheed Martin CM-88B "clasa Juggernaut")

- Echipaj: 7 (3 ofițeri + 4 membri)
- Deplasare: 50.000 t (Standard); 63.000 t (Încărcare maximă)
- Dimensiuni: 334 m x 215 m x 98 m
- Viteză: 0,42 LYSD (gol) / 0,12 LYSD (tractare sarcină grea)
- Accelerare:
- 27,9 s Plecare din loc - Moment critic de impuls
- 8,9 s Moment critic de impuls - Activare motor de intrare în hiperspațiu
- 6,5 s 1c - 24c (c = viteza luminii)
- 8,5 s 24c - 68c
- 15,5 s 58c - 153 c
- Autonomie: 14 luni terestre (Standard) / 24 luni (maxim)
- Sistemul de alimentare primar: Un (1) reactor de fuziune Laratel WF-15 de 2,8 terawatt
- Propulsia superluminică: Patru (4) motoare stelare de impuls Yutani T7A NLS
- Propulsia sub-luminică: Două (2) tuneluri de impuls Rolls Royce N66 Cyclone cu vectorizare Bi-Polară; forță de impuls 64,9 GN fiecare
- Două (2) motoare chimice pentru manevră Weylan L46; forță de impuls 7.6 GN fiecare
- Un (1) modul auxiliar de impuls Yutani J38 cu două (2) grupuri de impuls Lockmart TL-30
- Sistemul Logic Primar: Mainframe MU-TH-R 182 2,1 TB cu un mainframe de rezervă MU-TH-R 146 de 2,0 terabiți
- Sistem de operare: OAM (Overmonitoring Address Matrix) Versiunea 2.2 Realizat în 2120
- Senzori:
- Două (2) telescoape de 2 metri cu rezoluție optică, spectografică și infraroșu
- Cromatograf de gaz
- Radar Centimetric de navigație și de aterizare
- Radar de Mapare a solului
- Măsurător de Masă Hiperspațial
- Sisteme de Armament: (Nici unul)
- Vehicule încorporate: Două (2) Vedete Clasa Starcub